# Kayije Kagame
Kayije Kagame (* 1987 in Genf) ist eine Schweizer multidisziplinäre Künstlerin und Schauspielerin.

## Leben
Kayije Kagame wurde als Tochter ruandischer Eltern in der Schweiz geboren. Sie entstammt einer intellektuellen Familie. Ihr Vater war politischer Journalist und verbrachte die meiste Zeit seines Lebens in Kigali. Ihre Mutter ist Lehrerin für Französisch und Geschichte und gelangte durch ein studentisches Stipendium lange vor dem 1994 begangenen Völkermord in Ruanda ins Exil nach Genf. Kagame hat zwei Brüder und eine Schwester, darunter der Dokumentarfilmregisseur Shyaka Kagame.
Kagame widmete sich am Conservatoire in Genf dem Theaterspiel. Ihre dortige Mentorin war Ann-Marie Delbard. Von 2010 bis 2013 folgte eine klassische Theaterausbildung an der École nationale supérieure des arts et techniques du théâtre (ENSATT) in Lyon. Im Jahr 2014 war Kagame Teilnehmerin am von Robert Wilson initiierten Watermill International Summer Program auf Long Island (New York).
Sie war Artist in Residence an der Cité Internationale des Arts in Paris.
Kagame lebt in ihrer Geburtsstadt Genf. Sie spricht fließend Französisch und Englisch. Wie ihr Bruder Shyaka engagierte sie sich für das Collectif Afro-Swiss, das sich gegen Rassismus wendet.

## Karriere
Kagame versteht sich als multidisziplinäre Künstlerin. Sie widmet sich der Performance, Klangkunst, dem Film und der Installation. Kritikerlob erhielt sie bereits kurz nach ihrer Ausbildung, als Robert Wilson sie als Vertu in Jean Genets Les nègres am Pariser Théâtre de l’Odéon besetzte. Mit dem Stück ging sie auch auf Tournee. Mit Wilson arbeitete sie auch 2018/19 an Oedipus Rex in Italien und auf einer Europatournee. Darüber hinaus arbeitete Kagame mit Baboo Liao, Ivan Chang, Karim Bel Kacem, Maud Blandel, Denis Savary und Pan Daijing zusammen. Sie nahm zweimal am Marathon des Mots in Toulouse teil und las in Anwesenheit der Autoren Auszüge aus Werken von Abdourahman Waberi und Chimamanda Ngozi Adichie (2016) sowie von Enrique Serna, Patrick Chamoiseau und Leonardo Padura (2017). Auch erschien Kagame in den Kurzfilmen People’s Park und Ajardeck (beide 2018) von Camille Dumond. Emmanuelle Lainé und Benjamin Valenza gaben ihr die Hauptrolle in dem knapp 19-minütigen Kurzfilm Est-on prêtes à endosser les habits de l’artiste? / Are you Ready to Try the Artist’s Habits? (2018).
Seit ihrer Bekanntschaft mit Robert Wilson hinterfragt Kagame häufig den Begriff der Repräsentation und realisierte In-situ-Projekte in Kunsträumen in der Schweiz und im Ausland. In diesen erforscht sie den Begriff der „Nicht-Aufführung“ mit visuellen und akustischen Mitteln. Im Jahr 2019 initiierte sie gemeinsam mit Hugo Radi, Marvin M’toumo, Ndayé Kouagou und Camille Dumond mit So long lives this, and this give life to thee ein Bühnenprogramm zwischen Theater und Kino, für das das gesamte Genfer Théâtre de l'Usine vom Publikum besetzt wurde, darunter auch der Regie-, Garderoben- und Foyerraum. Betitelt war das Programm nach den letzten Version von William Shakespeare Sonett 18. 2019 und 2020/2021 präsentierte sie in Lausanne, Paris und Brüssel gemeinsam mit der Schauspielerin Grace Seri das geschriebene Diptychon Sans Grace / Avec Grace. 2021/22 arbeitete sie mit Damiaan De Schrijver und Matthias de Koning vom Theaterkollektiv STAN an Jon Fosses Rambuku am Pariser Théâtre de la Bastille zusammen.
Im Jahr 2021 übernahm Kagame die Hauptrolle in Nathalie Masdurauds und Valérie Urreas Kurzfilm Das Wortgefecht. In dem knapp vierminütigen Werk auf Basis eines Drehbuchs von Agnès Desarthe ist sie als ambitionierte Jurastudentin zu sehen, die in einer fachlichen Debatte von ihrem Professor plötzlich ein völlig deplatziertes Kompliment über ihr Aussehen erhält. Der Kurzfilm war Teil des feministischen Filmmanifests H24 – 24 Frauen, 24 Geschichten, einem Filmprojekt in dem international renommierte Autorinnen auf Basis von realen Begebenheiten alle Formen von Gewalt gegen Frauen in 24 Kurzfilmen abbilden. Ein Jahr später erhielt Kagame die Hauptrolle in Alice Diops Spielfilmdebüt Saint Omer (2022). Darin war sie als Romanautorin zu sehen, die dem Gerichtsprozess einer ungewöhnlichen Kindsmörderin (dargestellt von Guslagie Malanda) beiwohnt. Der Film erhielt eine Einladung in den Wettbewerb um den Goldenen Löwen der Filmfestspiele von Venedig und wurde dort mehrfach preisgekrönt. Auch Kagame erhielt für ihre Darstellung der Rama Kritikerlob zugesprochen.
Ende August 2022 stellte Kagame auf dem Theaterfestival La Bâtie-Festival de Genève ihr Bühnen- und Filmprojekt Intérieur vie / Intérieur nuit vor.
Im Februar 2023 war Kayije Kagame eine der Preisträgerinnen der European Shooting Stars 2023, die im Rahmen der 73. Berlinale verliehen wurden. 
Am Filmfestival von Locarno 2023 wurde der Kurzfilm Night Shift uraufgeführt, in dem Kayije Kagame die Hauptrolle spielt; gemeinsam mit Hugo Radi war sie auch für die Regie des Filmes verantwortlich. Der Film wurde mit dem Pardino d'argento ausgezeichnet, und ist für den Schweizer Filmpreis nominiert in der Kategorie Bester Kurzfilm.

## Werke
Gemeinsam mit Grace Seri:
- Sans Grace. Clinamen, Genf 2020, ISBN 978-2-9701103-9-2.

## Filmografie
- 2018: People’s Park (Kurzfilm)
- 2018: Ajardeck (Kurzfilm)
- 2018: Est-on prêtes à endosser les habits de l’artiste? (Kurzfilm)
- 2021: Bedrängt, bedroht, belästigt – 24 Frauen, 24 Geschichten (H24, 24 h de la vie d’une femme, Fernsehserie, Folge 13: Das Wortgefecht, Originaltitel: Le chignon)
- 2022: Saint Omer
- 2023: Night Shift (Kurzfilm, auch Co-Regie)